# 애플 A8
애플 A8(Apple A8)은 애플이 설계한 64비트 시스템 온 칩(SoC)이다. 2014년 9월 9일 선보인 아이폰 6에 처음 모습을 드러냈다. 애플은 전작 애플 A7에 견주어 CPU 성능이 25%, GPU 성능이 50%가 증가했다.
A8은 TSMC 가 20 nm 공정으로 제조한다. A8은 20억개의 트랜지스터를 포함하고 있다. A7에 비해 두배가 증가했지만, 크기는 89 nm2로 13%가 작아졌다(계속 작아지고 있지만 새로운 마이크로아키텍처인지는 알려지지 않았다.). A8은 1 GB of LPDDR3 램을 포함하고 있다.
Geekbench에서 A8이 듀얼코어이고, 1.38 Ghz, A7보다 25% 향상된 성능을 보일 것이라고 예견한 바가 있다.

## 채용 제품
- 애플 아이폰 6 - 2014년 9월
- 애플 아이폰 6 플러스 - 2014년 9월
- 애플 아이팟 터치 6세대 - 2015년 7월 15일
- 애플 애플 TV 4세대 - 2015년 9월
- 애플 홈팟 - 2017년 6월

## 같이 보기
- 애플 실리콘
- 애플 A8X

## 참조
1. ↑  “Apple Announces iPhone 6 & iPhone 6 Plus—The Biggest Advancements in iPhone History” (보도 자료). Apple. 2014년 9월 9일. 2014년 9월 9일에 확인함.
2. ↑  Savov, Vlad (2014년 9월 9일). “iPhone 6 and iPhone 6 Plus have a new faster A8 processor”. 《The Verge》 (Vox Media). 2014년 9월 9일에 확인함.
3. ↑  “Inside the iPhone 6 and iPhone 6 Plus”. Chipworks. 2014년 9월 19일. 2014년 9월 24일에 원본 문서에서 보존된 문서. 2014년 9월 20일에 확인함.
4. ↑  Smith, Ryan (September 9, 2014). “"Apple Announces A8 SoC"”. AnandTech. Retrieved September 9, 2014.
5. ↑  Anthony, Sebastian. “"Apple’s A8 SoC analyzed: The iPhone 6 chip is a 2-billion-transistor 20nm monster"”.[깨진 링크(과거 내용 찾기)] www.extremetech.com. ExtremeTech. Retrieved 10 September 2014.
6. ↑  “"iPhone 6 Plus Teardown"”.[깨진 링크(과거 내용 찾기)] iFixit. September 18, 2014. Retrieved September 19, 2014.
7. ↑  “Alleged iPhone 6 Geekbench Results Reveal 1.4 GHz Dual-Core A8 Chip, 1 GB of RAM”.[깨진 링크(과거 내용 찾기)]